# 道加瓦足球俱樂部
- 關於位於里加的同名足球俱樂部，請見「里加道加瓦足球俱樂部」。

道加瓦足球俱樂部是拉脫維亞陶格夫匹尔斯的一家已解散的足球俱樂部。

## 历史
2001年，俱乐部以迪顿足球俱乐部（FC Ditton）的名称成立，该名称来源于球队主要股东弗拉迪斯拉夫·德鲁克斯内（Vladislavs Drugksne）名下的迪顿（Ditton）公司。2003赛季，球队首次晋级到拉脫維亞超級足球聯賽，虽然仅一个赛季后即遭降级，但球队在2005赛季立刻再次晋级。
2006年，俄罗斯商人伊戈尔·马利什科夫（Igor Malyshkov）成为俱乐部的主要股东。他将俱乐部的名字改为道加瓦足球俱乐部（FC Daugava），并决定建设陶格夫匹尔斯道加瓦体育场。在当年的联赛中，球队取得第5名。
2008年，陶格夫匹尔斯道加瓦体育场正式开放。同年俱乐部赢得了拉脫維亞盃。
2009年2月8日，由于财政问题，道加瓦与迪纳堡足球俱乐部（Dinaburg FC）合并，并在2009赛季以迪纳堡足球俱乐部的名义联合参赛。该赛季迪纳堡因涉嫌参与假球而被拉脱维亚足球超级联赛降级，随后道加瓦足球俱乐部重新组建球队，而迪纳堡足球俱乐部则停止存在。在拉脱维亚足协的邀请下，道加瓦得以在2010赛季继续参加拉脱维亚足球超级联赛。
2011年，球队取得联赛第三名。2012年，他们赢得了该俱乐部历史上的首个拉脫維亞超級足球聯賽冠军。
2014年，球队陷入假球丑闻，并最终于2015年解散。

## 欧战成绩
| 赛季    | 赛事         | 轮次 | 对手       | 主场 | 客场 | 合计    |  |
| ------- | ------------ | ---- | ---------- | ---- | ---- | ------- |  |
| 2011–12 | 歐霸盃       | 1Q   | 特林素     | 0–5  | 1–2  | 1–7     |  |
| 2012–13 | 歐霸盃       | 1Q   | 苏杜瓦     | 2–3  | 1–0  | 3–3 (a) |  |
| 2013–14 | 歐洲冠軍聯賽 | 2Q   | 艾夫斯堡   | 0–4  | 1–7  | 1–11    |  |
| 2014–15 | 歐霸盃       | 1Q   | 維京加高泰 | 1–1  | 1–2  | 2–3     |  |

## 外部連結
- FC Daugava[] （页面存档备份，存于） (Official Site)